# 梅之煥
梅 之煥（ばい しかん、1575年 - 1641年）は、明代の官僚・軍人。字は彬父、号は長公。本貫は黄州府麻城県。

## 生涯
侍郎の梅国楨の甥にあたる。14歳で諸生となった。あるとき御史が部域を巡行して武事を講習していると、之煥は馬に乗って教場に突入した。御史は怒って、之煥に命じて材官と弓射の腕前を競わせた。之煥は九発九中し、拱手して拝礼し、馬に乗って去っていった。
1604年（万暦32年）、進士に及第し、翰林院庶吉士となった。1610年（万暦38年）、吏科給事中に任じられた。東廠太監の李浚が商人を誣告して責めたことから、之煥はその罪を弾劾した。後に広東副使として出向し、烈女を殺した豪民の沈氏を捕らえて処刑した。海賊の袁進が潮州を略奪すると、之煥は海道を押さえて、袁進の一党を招撫して降した。山東学政に転じた。1621年（天啓元年）、通政参議として召喚され、太常寺少卿に転じた。右僉都御史に抜擢され、南贛巡撫をつとめた。内外の情勢が悪化し、之煥は麻城の家に住んだ。魏忠賢と客氏が明の朝政を乱すようになり、1624年（天啓4年）に楊漣が魏忠賢の二十四大罪を弾劾すると、1625年（天啓5年）に魏忠賢は楊漣を捕らえて責め殺した。楊漣が逮捕連行されたとき、一行が麻城を通り過ぎたので、之煥は楊漣のために涙を流したといわれた。このため之煥は官籍を削られたが、実際には楊漣は麻城を通過していなかった。ほどなく不正に財産を蓄えたとして梁克順に誣告され、財産没収を命じられた。
1628年（崇禎元年）、之煥は財産没収を撤回され、もとの官に起用され、甘粛巡撫となった。オルドス部を破り、700人あまりを斬首し、部長3人を生け捕りにし、600人あまりを降した。1629年（崇禎2年）冬、北京に戒厳が布かれると、入衛するよう命じられた。之煥が北京に赴こうとしたところ、西部が虚に乗じて河西回廊に侵犯した。之煥は甘粛に留まり、兵を派遣して賀蘭山の後に伏せ、その帰路を邀撃した。水泉峡口に出兵して、2戦2勝し、840人あまりを斬首し、軍を率いて東に向かった。1630年（崇禎3年）、王進才が参将の孫懐忠らを殺して反乱を起こし、蘭州に逃れた。之煥は西に取って返してその反乱を鎮圧し、軍を整えて再び東に向かった。1633年（崇禎6年）、温体仁が銭謙益を弾劾すると、之煥は銭謙益に味方したことから罪を得て、免官された。1641年（崇禎14年）8月、病没した。享年は67。

## 子女
- 梅生奇